# María Teresa Mestre
María Teresa Mestre y Batista (Havana, 22 maart 1956), groothertogin-gemalin van Luxemburg, is de echtgenote van groothertog Henri van Luxemburg.

## Jeugd
María Teresa werd geboren in Havana, Cuba, als de dochter van bankier José Antonio Mestre en María Teresa Batista y Falla.
In oktober 1959, aan het begin van de Cubaanse Revolutie, vertrok María Teresa met haar ouders uit Cuba, uit angst voor Fidel Castro's politieke ambities. De familie ging in New York wonen, waar María Teresa eerst op de Marymount School zat. Vanaf 1961 bezocht ze de Lycée Français de New York, een Franstalige basisschool.
In juni 1965 woonde ze met haar ouders een tijdje op het familielandgoed in Santander, Spanje, waarna ze permanent gingen wonen in Zwitserland. María Teresa volgde eerst onderwijs aan het Institut Marie-José in Gstaad, later zat ze op de kostschool Marie-Thérèse in Genève. Ze behaalde daar haar diploma in juni 1975.

## Studie in Genève
In 1980 studeerde ze af aan de Universiteit van Genève in politicologie. Op deze universiteit ontmoette ze Hendrik, de toenmalige erfgroothertog van Luxemburg. Gedurende vier jaar studeerden ze beiden politicologie, waarbij ze soms in dezelfde groepen werkten.

## Talen
Spaans is haar moedertaal, maar María Teresa sprak als kind al Frans, doordat ze op een Franstalige school in New York zat en doordat ze in Zwitserland heeft gewoond. Ze leerde ook op vroege leeftijd Engels spreken. Na haar huwelijk leerde ze snel Luxemburgs, waar haar schoonmoeder nooit aan toe was gekomen. Hiernaast spreekt María Teresa nog Duits en Italiaans.

## Huwelijk, kinderen en kleinkinderen
Groothertogin Josephine Charlotte was tegen de keuze van haar zoon om te trouwen met een burgermeisje. Ze zag hem liever in het huwelijk treden met iemand van adel. Desondanks hield Henri voet bij stuk en het huwelijk vond plaats op 14 februari 1981.
María Teresa en Henri kregen vijf kinderen:
- Willem (11 november 1981), erfgroothertog van Luxemburg.
- Félix (3 juni 1984)
- Louis (3 augustus 1986)
- Alexandra (16 februari 1991)
- Sébastien (16 april 1992)

## Algemeen
María Teresa Mestre heeft zich net als veel andere leden van koninklijke families beziggehouden met goede doelen en activiteiten die door haar bekendheid meer in de schijnwerpers kwamen te staan. Een rol die ze in deze hoedanigheid accepteerde was die van UNESCO Goodwill Ambassadeur sinds 1997, die ze invulde door aandacht te vragen voor scholing, vrouwenrechten, microfinanciering en campagne tegen armoede.

## Hobby's
María Teresa houdt van muziek luisteren en is geïnteresseerd in literatuur. Schilderen is ook een van haar hobby's. Hiernaast doet ze aan schaatsen en watersporten. Elk jaar gaat ze op wintersport.